# Eugène Philipps
 (mai 2015).
Si vous disposez d'ouvrages ou d'articles de référence ou si vous connaissez des sites web de qualité traitant du thème abordé ici, merci de compléter l'article en donnant les références utiles à sa vérifiabilité et en les liant à la section « Notes et références ».
Eugène Philipps, né le 6 juillet 1918 à Strasbourg, ville où il est mort le 26 juillet 2018,, est un sociolinguiste alsacien.

## Biographie
Dans sa jeunesse, il a été victime de l'incorporation de force dans la Wehrmacht et a dû combattre en Russie avant de pouvoir déserter quelques jours avant l'armistice, accompagné de quelques soldats allemands qu'il avait convaincus de se rendre. Il a travaillé d'abord comme instituteur puis comme professeur d'anglais, certifié et ensuite agrégé, dans divers établissements d'enseignement de Strasbourg.
Membre du Cercle René Schickelé, il s'est spécialisé dans les enquêtes sur les relations linguistiques et les frontières dans l'histoire de l'Alsace. Depuis 1968, a donné plus de 170 conférences, et a écrit des articles dans Le Nouvel Alsacien/Der Elsässer et a reçu en 1989 le Prix René Schickelé.
Le 1er février 2010 le maire Roland Ries lui a remis la médaille de la ville de Strasbourg « pour son action en faveur de notre spécificité alsacienne »..

## Œuvres
- Le pont / Die Brücke : la fin d'un cauchemar alsacien / das Ende eines elsässischen Alptraums, Salde (1991)
- Schicksal Elsaß. Krise einer Kultur und einer Sprache (1980)
- L'Alsace face à son destin, Salde (1978)
- L'Alsace (1982)
- Les Luttes linguistiques en Alsace jusqu'en 1945, Société d'édition de la Basse-Alsace, (1986)
- L'Alsacien, c'est fini (1989)
- Une tragédie pour l'Alsace: l'Incorporation de force (1993)
- La crise de l'identité dans Les luttes linguistiques en Alsace jusqu'en 1945 édité par l'auteur (1975)
- L'ambition culturelle de l'Alsace, Salde (1996)
- Eine Tragödie für das Elsaß: die Nazidiktatur und die Zwangseinziehung ; ein persönlicher Erlebnisbericht (2000)
- Comprendre l'Alsace (2002)